# Шоґаякі
Шоґая́кі, Бута-но-шоґаякі (豚の生姜焼き; buta no shogayaki) — страва японської кухні.

## Короткий опис
Назва «шоґаякі» складається з двох слів «шоґа» (生姜), що означає імбир, та «які» (焼き), що означає «смажене» (м'ясо). Страва зазвичай готується зі свинини, але також можливі варіанти з яловичини, хоча й не такі поширені. Шоґаякі вважається в Японії другою за популярністю стравою зі свинини, після тонкацу.
Шоґаякі робиться з тонких скибок свинини, обсмажених у сухарях і потім коротко протушкованих у соусі з тертого імбиру, соєвого соусу та міріну. Також можуть додаватися терті цибуля і часник. Часом додається за смаком цукор.
Замість цукру також додають мед. До соусу для шоґаякі також можна додати терті фрукти, наприклад, яблука. Завдяки додаванню ананасового або папайєвого соку, м'ясо стає м'якшим і легшим для вживання завдяки дії ферментів, таких як бромелаїн і папаїн.
Аромат імбиру зменшує запах м'яса та олії, а його пряність викликає апетит. Оскільки шоґаякі можна легко зробити за короткий час, його часто готують у домашніх умовах.
Соуси з ароматом імбиру в Японії застосовують також до стейків, гамбургерів тощо.
Шоґаякі зазвичай подають з гарячим рисом та посіченою капустою.
Шоґаякі є також типовим компонентом бенто, тобто вживається не лише як гаряча, але і як холодна страва.